# Видин (окръг Горж)
Вижте пояснителната страница за други значения на Видин.
Видин (на румънски: Vidin) е село в Румъния, Западна Влахия, окръг Горж, община Жупънещи.
Селото отстои на разстояние 22 км югоизточно от окръжния център Търгу Жиу, 70 км северно-северозападно от Крайова, 211 км северозападно от столицата Букурещ.
Населението на Видин е от 324 жители, всички от тях са етнически румънци.